# System kontroli dostępu
System kontroli dostępu – zespół wzajemnie powiązanych urządzeń elektronicznych oraz mechanicznych, których działanie ma na celu ograniczenie użytkownikom (całkowite lub określonym czasie) dostępu do sektorów (stref) tego systemu.
Identyfikowanie użytkowników przez system kontroli dostępu zależny jest od zastosowanego typu urządzenia identyfikującego. Mogą to być:
- odcisk linii papilarnych
- tagi RFID,
- tablice rejestracyjne pojazdów,
- piloty radiowe.

System na podstawie danych zebranych podczas konfiguracji decyduje o tym, czy w danej chwili użytkownik ma prawo dostępu do sektora i uruchamia procedury mające na celu zezwolić lub zabronić przedostanie się użytkownika do danej strefy.
Elementami zaporowymi uniemożliwiającymi przedostanie się użytkownika na inne strefy obiektu będącego nadzorowanym przez system kontroli dostępu mogą być:
- drzwi z zamkiem elektronicznym
- rygle, bramki,
- szlabany, bramy przesuwne,

Cechy systemu kontroli dostępu:
- pełna kontrola nad obecnością użytkownika w strefach systemu
- identyfikacja elektroniczna użytkownika
- zrzut na bieżąco zdarzeń występujących w obrębie systemu
- sterowanie zaporami
- podsystem anty-pass-back